# 毛里塔尼亚—朝鲜关系
毛里塔尼亚—朝鲜民主主义人民共和国关系（阿拉伯语：‎）是朝鮮民主主義人民共和國与非洲国家毛里塔尼亚之間的雙邊關係。两国正式外交关系建立于1964年，1975年随着北韩最高领导人金日成访问毛里塔尼亚而达到高峰，其后逐渐恶化并一度于1977年断交，直到1980年双边关系才恢复正常。

## 政治交流
毛里塔尼亚于1963年7月30日与韩国建立邦交，但又在1964年11月12日与北韩建立邦交，此举也导致韩国政府于当年12月宣布与毛里塔尼亚断绝邦交，以表达对该非洲国家外交承认北韩的抗议。
在建交初期，亲近共产主义国家的毛里塔尼亚总统达达赫相当重视发展与北韩的外交关系，两国于1965年达成了首份文化合作协议；达达赫本人也曾于1967年访问北韩，当年，北韩政府也承诺向毛里塔尼亚给予金属制品、食品及布料等产品、作为其对毛里塔尼亚的人道主义援助。:91970年，北韩祖國和平統一委員會副委員長康良煜也出访了毛里塔尼亚。1975年，在出访了罗马尼亚及阿尔及利亚后，朝鮮勞動黨中央委員會總書記金日成出访了毛里塔尼亚，期间，他也得到了达达赫的接见，并获颁毛里塔尼亚国家功绩勋章，更对于两国关系的友好顺利发展给予了肯定；:5后来，金日成还声称自己对毛里塔尼亚的访问是该国历史上最伟大的事件；其此次访问毛里塔尼亚的事迹，也被陈列在1978年北韩建立的國際友誼展覽館内。
尽管如此，两国的外交关系却在北韩承认撒拉威阿拉伯民主共和國政权后逐渐恶化，西撒哈拉战争期间，北韩还向与毛里塔尼亚敌对的阿尔及利亚与波利薩里奧陣線方面提供了军事支持，此举也导致毛里塔尼亚于1977年与北韩断交，直到三年后才恢复邦交。此后两国恢复了高层往来，2018年9月，毛里塔尼亚总统穆罕默德·乌尔德·阿卜杜勒-阿齐兹出访了北韩，并出席了该国的建国70周年庆祝大典；他也是唯一出席庆祝活动的外国国家元首。
截至2022年，北韩与毛里塔尼亚并未在对方首都互设大使馆，毛里塔尼亚驻中华人民共和国大使馆暂时兼辖该国对北韩的外交业务。

## 外部連結
- 毛里塔尼亞駐華大使館官方網站（页面存档备份，存于）（简体中文）（英文）